# Phytoseius betulae
Phytoseius betulae är en spindeldjursart som beskrevs av Denmark 1966. Phytoseius betulae ingår i släktet Phytoseius och familjen Phytoseiidae. Inga underarter finns listade i Catalogue of Life.